# Francisco del Rosal Badía
Francisco del Rosal Badía (Gandía, Valencia, 1809 - Loja, Granada, 26 de marzo de 1872) fue un militar y político liberal español, Comendador de la Orden Americana de Isabel la Católica. 

## Carrera
Fue alcalde Constitucional de Loja en los periodos liberales de 1843 y 1855, organizador y Teniente de las Milicias Nacionales. Hijo de Antonio del Rosal y Henríquez de Luna y Gregoria María del Carmen Badía y Leblich, natural de Málaga, hija de Pedro Badía y de Catherine Leblich (de origen belga), y hermana de famoso explorador de Marruecos y Oriente Medio, Domingo Badía y Leblich, más conocido por el seudónimo de "Alí Bey el Abassi."
De ideas liberales, gastó la mayor parte de su inmensa fortuna en la lucha política que mantuvo contra el General Narváez, en la más humanitaria y no menos onerosa, contra la epidemia de cólera de 1855 y en la organización y mantenimiento de la Milicia Nacional y, habiendo otorgado testamento ante el notario Francisco García Iturriaga en 1867, falleció en Loja el 26 de marzo de 1872. Casó en Antequera (Málaga) con María del Rosario Vázquez de Mondragón y Henríquez de Luna, el 22 de abril de 1841.
- Datos: Q5868259